# Rümikon
Rümikon é uma comuna da Suíça, situada no distrito de Zurzach, no cantão de Argóvia. Tem 2,91 km² de área e sua população em 2018 foi estimada em 333 habitantes.